# Åke Sjöberg
Åke Waldemar Sjöberg, född 1 augusti 1924 i Sala, död 8 augusti 2014 i Uppsala, var en svensk assyriolog, specialiserad i sumerisk litteratur och språk.

## Biografi
Åke W. Sjöberg var son till postiljonen Waldemar Sjöberg och Mary Zetterberg. Han studerade vid Fjellstedtska skolan i Uppsala innan han 1946 började studera vid Uppsala universitet, där han inriktade sig mot ämnet semitiska språk. Han gick även kurser i religionshistoria, etnografi och assyriologi och blev fil. kand. 1950. Åren 1953 och 1959 studerade kilskriftskulturerna, framför allt  akkadiska och sumeriska vid Heidelbergs universitet. Han var lärare i hebreiska vid Fjellstedtska skolan 1957–1962 och 1964–1965. Han blev fil. lic. 1955. År 1960 disputerade för filosofie doktorsgrad han med en avhandling om den sumeriske månguden Nanna-Suen i sumeriska källor. Han var docent i assyriologi vid Uppsala universitet 1960–1965
I januari 1963 anslöt sig Åke Sjöberg till forskarlaget på Oriental Institute på Chicago University och medverkade vid sammanställandet av “The Assyrian Dictionary of the Oriental Institute of the University of Chicago". 1966 anställdes han vidUniversity of Pennsylvania i Philadelphia, där han huvudsakligen undervisade i akkadiska. Två år senare tillträdde han som “Clark Research Professor in Assyriology”, och tog över posten som “Curator of the Tablet Collections of the University Museum of Archaeology and Anthropology”. Tillsammans med kollegan Erle Leichty ordnade Sjöberg finansiering för en ordbok i det sumeriska språket, “Pennsylvania Sumerian Dictionary”. Ordboksprojektet var baserat på Sjöbergs omfattande samling av registerkort innehållande lexikografisk information om sumeriska ord och uttryck. Det huvudsakliga arbetet med projektet började 1976. Mellan 1984 och 1998 publicerades fyra volymer av ordboken, täckande bokstäverna A och B. Utöver hans avhandling och de fyra volymerna av PSD, utgav han en monografi, behandlande samlingen av sumeriska tempelhymner samt vetenskapliga artiklar på engelska, tyska och svenska, behandlande frågor relaterade till samhällena i forntidens Mellanöstern. Sjöberg blev emeritus 1996.
Åke Sjöberg gifte sig 1953 med fil. mag. Gunnil Kronborg (1931–2020). De flyttade tillbaka till Sverige och Uppsala 2004. Makarna är begravda på Uppsala gamla kyrkogård.

## Utmärkelser
Teologiska fakulteten vid Uppsala universitet utnämnde honom 1994 till teol. dr honoris causa, där han också var ledamot av Nathan Söderblom-Sällskapet. År 2005 invaldes han som ledamot i “The Honorary Council of the International Association for Assyriology”. År 2010 promoverades han till filosofie jubeldoktor. Två festskrifter har givits ut till hans ära, den första 1989 till hans 65-årsdag ; den andra  2013 (se “Bibliografi” nedan för bägge).